# Nemešany
Nemešany (slowakisch bis 1927 „Namešany“; deutsch Nemeschan, ungarisch Nemessány – 1873–1902 Nemessán) ist eine Gemeinde im Osten der Slowakei mit 504 Einwohnern (Stand 31. Dezember 2024) und gehört zum Okres Levoča, einem Kreis des Prešovský kraj sowie zur traditionellen Landschaft Zips.

## Geografie
Die Gemeinde befindet sich am Übergang von den Vorbergen der Leutschauer Berge in den Talkessel Hornádska kotlina. Durch Klčov fließt der Bach Kapustnica, der zum Flusssystem Hornád gehört. Bis heute ist die Gemeinde vorwiegend landwirtschaftlich geprägt; nur im Norden ist das Gelände bewaldet. Das Ortszentrum liegt auf einer Höhe von 482 m n.m. und ist sechs Kilometer von Spišské Podhradie sowie neun Kilometer von Levoča entfernt.
Nachbargemeinden sind Jablonov im Nordosten, Spišské Podhradie im Osten, Buglovce im Süden und Klčov im Westen.

## Geschichte
Auf dem heutigen Gemeindegebiet gab es im 9. sowie im 10. bis 12. Jahrhundert eine slawische Siedlung. Ein Dorf wird in einer Urkunde von 1249 als Salasan (heute als Zalužany slowakisiert) erwähnt, das zum Zipser Kapitel gehörte. Anfangs gehörte es zur Sonderprovinz, dem „Kleinen Komitat“ des Stuhls der zehn Lanzenträger. Dort gab es einen Herrenhof sowie eine gotische Kirche. Diese Ortschaft verschwand im frühen 16. Jahrhundert; gegen die Hälfte des gleichen Jahrhunderts entstand ein neuer Ort, der 1570 Nemessan hieß. Dieser gehörte zu verschiedenen Edelmännern, unter anderen Réthy und Nemessány.
1787 zählte man 26 Häuser und 175 Einwohner und 1828 29 Häuser und 211 Einwohner, die in der Landwirtschaft beschäftigt waren.
Bis 1918 gehörte der im Komitat Zips liegende Ort zum Königreich Ungarn und kam danach zur Tschechoslowakei beziehungsweise heute Slowakei.

## Bevölkerung
| Jahr                | 1994 | 2004    | 2014     | 2024     |
| ------------------- | ---- | ------- | -------- | -------- |
| Anzahl der Personen | 330  | 354     | 413      | 504      |
| Unterschied         |      | +7,27 % | +16,66 % | +22,03 % |

| Jahr                | 2023 | 2024    |
| ------------------- | ---- | ------- |
| Anzahl der Personen | 476  | 504     |
| Unterschied         |      | +5,88 % |

Gemäß der Volkszählung 2011 wohnten in Nemešany 395 Einwohner, davon 382 Slowaken und ein Ukrainer. Zwölf Einwohner machten keine Angabe. 367 Einwohner bekannten sich zur römisch-katholischen Kirche, sieben Einwohner zur griechisch-katholischen Kirche und drei Einwohner zu den Zeugen Jehovas. Vier Einwohner waren konfessionslos und bei 14 Einwohnern wurde die Konfession nicht ermittelt.
Ergebnisse nach der Volkszählung 2001 (356 Einwohner):
| Nach Ethnie: - 99,44 % Slowaken - 0,56 % Ukrainer | Nach Konfession: - 98,03 % römisch-katholisch - 1,69 % griechisch-katholisch - 0,28 % evangelisch |

## Bauwerke
- römisch-katholische Johannes-Nepomuk-Kirche, die ursprünglich 1746 im Barockstil errichtet und anschließend 1878 erweitert und im neoklassizistischen Stil neu gestaltet wurde